# Toompea
Toompea (en allemand: Domberg ou « Colline de la Cathédrale ») est une colline calcaire située au centre de Tallinn. Surplombant la ville de 20 à 30 mètres, le sommet forme un petit plateau rectangulaire d'environ 400 mètres sur 250. Selon la légende, la colline est un tumulus érigée sur la tombe de Kalev par son inconsolable femme Linda.

## Histoire
Un premier château de bois y aurait été construit dès le Xe siècle par des résidents de l'ancien comté de Revala et fut nommé Lindanise. Ce fut probablement la première zone habitée de Tallinn.
Les croisés danois, menés par Valdemar II, prennent le château d'assaut 
en 1219. Une légende danoise populaire prétend que le tout premier drapeau du Danemark (Dannebrog) est tombé du ciel pendant les moments les plus critiques de la bataille. Aujourd'hui le château (Castrum Danorum) abrite le Riigikogu, le parlement estonien.

## Toompea de nos jours

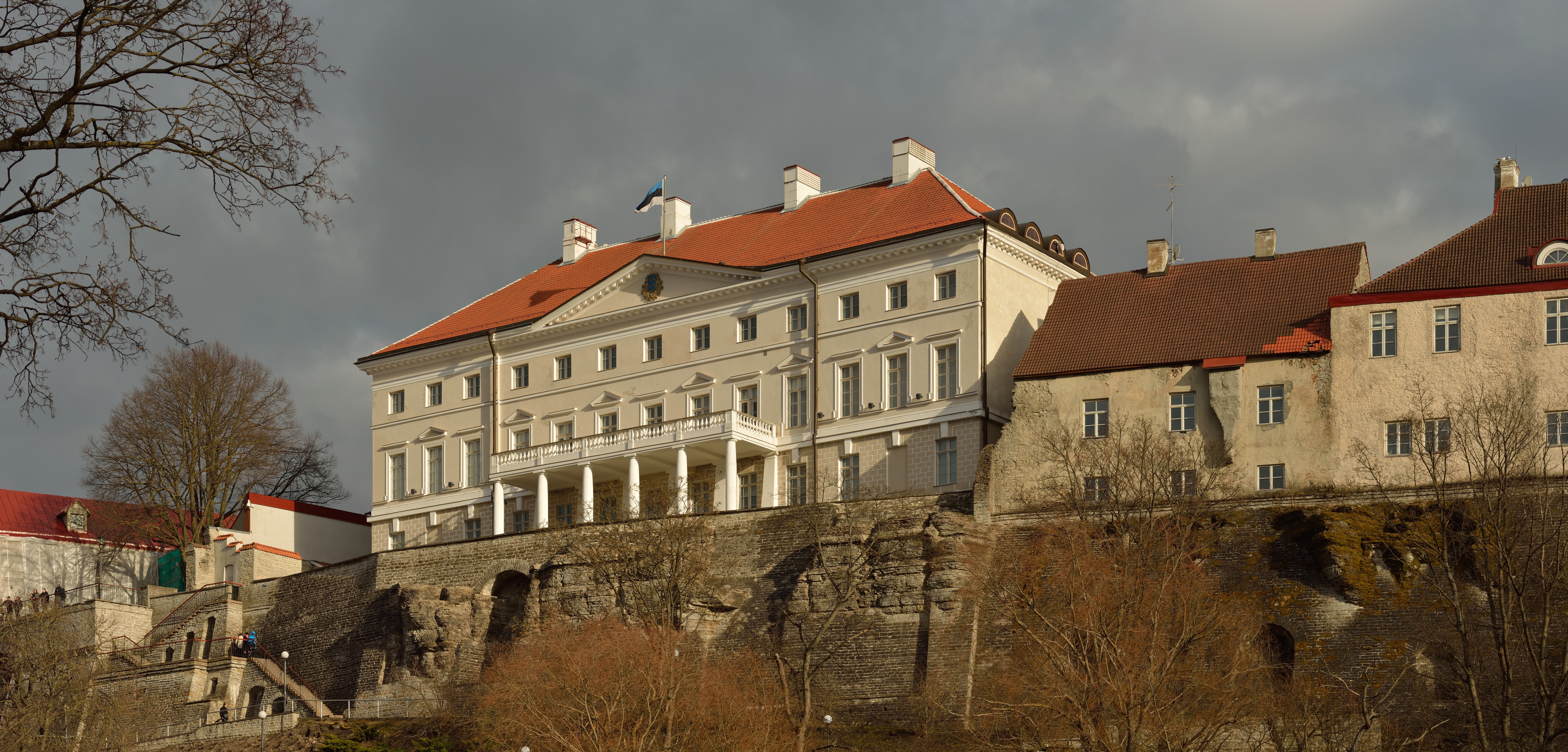
La Maison Stenbock, siège du gouvernement estonien

Le château de Toompea abrite aujourd'hui le parlement estonien. 
La façade du palais du gouverneur domine la Place du château Lossi plats en face de la Cathédrale Alexandre Nevski. 
Cette cathédrale qui est l'édifice principal de l'Église orthodoxe d'Estonie, est une sorte de symbole de Tallinn pour les touristes à cause de son aspct exotique mais l'opinion qu'en ont les Estoniens est assez ambiguë,.
La Cathédrale luthérienne Sainte-Marie, dont le nom estonien Toomkirik dérive, est maintenant le siège de l'Église évangélique-luthérienne d'Estonie et elle a préservé son aspect médiéval.
La plupart des bâtiments de Toompea datent des XVIIIe et XIXe siècles. 
Il ne reste que des fragments des murailles et des tours de l'ancien château fortifié.
Parmi les autres bâtiments de Toompea on peut citer la Maison Stenbock, le palais Kaulbars, la maison de la confrérie de la Chevalerie Estonienne qui du début des années 1990 à 2005 hébergeait le musée d'art d'Estonie. Depuis 2009, elle est utilisée par l'Académie estonienne des arts. 
L'académie estonienne des sciences est située dans le palace des Ungern-Sternberg.
Toompea est aussi le siège de plusieurs ambassades en Estonie, de Finlande, des Pays-Bas, du Portugal, et des bureaux de l’ambassade du Canada, ainsi que la résidence de l'ambassadeur de France.